# ساهیوال
ساهیوال (به اردو: ساہیوال) شهری در ایالت پنجاب (پاکستان) کشور پاکستان است که در سرشماری سال ۲۰۰۶ میلادی، ۲۳۹٫۱۸۲ نفر جمعیت داشته است.